# Championnat d'Europe féminin de volley-ball des moins de 20 ans 2010
Navigation
Italie 2008 Turquie 2012
Le 22e championnat d'Europe féminin de volley-ball des moins de 20 ans (Juniors) s'est déroulé du 3 au 12 septembre 2010 à Niš et Zrenjanin en Serbie.

## Équipes qualifiées
| - Serbie (Pays Organisateur) - Italie (1er Championnat d'Europe 2008) - Russie (2e Championnat d'Europe 2008) - Turquie (3e Championnat d'Europe 2008) - Slovénie (1er Groupe A TQCE) - Belgique (1er Groupe B TQCE) | - Allemagne (1er Groupe C TQCE) - Hongrie (1er Groupe D TQCE) - Pologne (1er Groupe E TQCE) - Pays-Bas (2e Groupe E TQCE) - Tchéquie (1er Groupe F TQCE) - Slovaquie (2e Groupe F TQCE) |

### Classement poules de qualification
| Poule A                                                                              | Poule B                                                           | Poule C                                                         | Poule D                                                                   | Poule E                                              | Poule F                                                   |
| ------------------------------------------------------------------------------------ | ----------------------------------------------------------------- | --------------------------------------------------------------- | ------------------------------------------------------------------------- | ---------------------------------------------------- | --------------------------------------------------------- |
| Site : Saint-Dié-des-Vosges Slovénie Biélorussie Ukraine France Roumanie Azerbaïdjan | Site : Nitra Belgique Slovaquie Finlande Grèce Croatie Monténégro | Site : Bâle Allemagne Pays-Bas Suisse Espagne Bulgarie Portugal | Site : Krosno Hongrie République tchèque Pologne Autriche Israël Lituanie | Site : Tampere Pologne Pays-Bas Biélorussie Finlande | Site : Krosno République tchèque Slovaquie Ukraine Suisse |

## Déroulement de la compétition

### Tour préliminaire

#### Composition des poules
| Poule 1                                                      | Poule 2                                                             |
| ------------------------------------------------------------ | ------------------------------------------------------------------- |
| Site : Niš Russie Slovénie Serbie Belgique Pays-Bas Tchéquie | Site : Zrenjanin Allemagne Turquie Pologne Italie Hongrie Slovaquie |

#### Poule 1
| # | Équipe   | Pts | J | G | P | Sp | Sc | Ratio | Pp  | Pc  | Ratio |
| - | -------- | --- | - | - | - | -- | -- | ----- | --- | --- | ----- |
| 1 | Serbie   | 10  | 5 | 5 | 0 | 15 | 3  | 5     | 453 | 348 | 1.302 |
| 2 | Tchéquie | 9   | 5 | 4 | 1 | 12 | 7  | 1.714 | 418 | 378 | 1.106 |
| 3 | Russie   | 8   | 5 | 3 | 2 | 11 | 7  | 1.571 | 431 | 396 | 1.088 |
| 4 | Slovénie | 7   | 5 | 2 | 3 | 8  | 13 | 0.615 | 395 | 481 | 0.821 |
| 5 | Pays-Bas | 6   | 5 | 1 | 4 | 7  | 13 | 0.538 | 422 | 433 | 0.975 |
| 6 | Belgique | 5   | 5 | 0 | 5 | 5  | 15 | 0.333 | 396 | 479 | 0.827 |

#### Poule 2
| # | Équipe    | Pts | J | G | P | Sp | Sc | Ratio | Pp  | Pc  | Ratio |
| - | --------- | --- | - | - | - | -- | -- | ----- | --- | --- | ----- |
| 1 | Italie    | 9   | 5 | 4 | 1 | 12 | 3  | 4     | 363 | 281 | 1.292 |
| 2 | Allemagne | 9   | 5 | 4 | 1 | 13 | 5  | 2.6   | 424 | 394 | 1.076 |
| 3 | Turquie   | 8   | 5 | 3 | 2 | 11 | 8  | 1.375 | 424 | 382 | 1.11  |
| 4 | Slovaquie | 8   | 5 | 3 | 2 | 10 | 9  | 1.111 | 407 | 410 | 0.993 |
| 5 | Pologne   | 6   | 5 | 1 | 4 | 5  | 12 | 0.417 | 353 | 415 | 0.851 |
| 6 | Hongrie   | 5   | 5 | 0 | 5 | 1  | 15 | 0.067 | 307 | 396 | 0.775 |

### Tour final

#### Classement 5-8
|  | Tour de classement                | Tour de classement          |           |   | 5e place                                | 5e place                                |
|  | Tour de classement                | Tour de classement          |           |   | 5e place                                | 5e place                                |
|  |                                   |                             |           |   |                                         |                                         |
|  | 11.09.10, 18-25 21-25 14-25       | 11.09.10, 18-25 21-25 14-25 |           |   | 12.09.10, 25-21 22-25 25-23 15-25 13-15 | 12.09.10, 25-21 22-25 25-23 15-25 13-15 |
|  | 11.09.10, 18-25 21-25 14-25       | 11.09.10, 18-25 21-25 14-25 |           |   | 12.09.10, 25-21 22-25 25-23 15-25 13-15 | 12.09.10, 25-21 22-25 25-23 15-25 13-15 |
|  | Russie                            | 0                           |           |   | 12.09.10, 25-21 22-25 25-23 15-25 13-15 | 12.09.10, 25-21 22-25 25-23 15-25 13-15 |
|  | Russie                            | 0                           |           |   | 12.09.10, 25-21 22-25 25-23 15-25 13-15 | 12.09.10, 25-21 22-25 25-23 15-25 13-15 |
|  | Slovaquie                         | 3                           |           |   | 12.09.10, 25-21 22-25 25-23 15-25 13-15 | 12.09.10, 25-21 22-25 25-23 15-25 13-15 |
|  | Slovaquie                         | 3                           | Slovaquie | 2 |                                         |                                         |
|  | 11.09.10, 22-25 20-25 25-16 21-25 |                             | Slovaquie | 2 |                                         |                                         |
|  |                                   | Turquie                     | 3         |   |                                         |                                         |
|  | Slovénie                          | Turquie                     | 3         | 1 |                                         |                                         |
|  | Slovénie                          |                             |           | 1 |                                         |                                         |
|  | Turquie                           | 3                           |           |   |                                         |                                         |
|  | Turquie                           | 3                           | 7e place  |   |                                         |                                         |
|  |                                   |                             |           |   |                                         |                                         |
|  | 12.09.10, 25-17 25-14 19-25 25-10 |                             |           |   |                                         |                                         |
|  |                                   |                             |           |   |                                         |                                         |
|  | Russie                            | 3                           |           |   |                                         |                                         |
|  | Russie                            | 3                           |           |   |                                         |                                         |
|  | Slovénie                          | 1                           |           |   |                                         |                                         |
|  | Slovénie                          | 1                           |           |   |                                         |                                         |

#### Classement 1-4
|  | Demi-finales                      | Demi-finales                      |                        |   | Finale                            | Finale                            |
|  | Demi-finales                      | Demi-finales                      |                        |   | Finale                            | Finale                            |
|  |                                   |                                   |                        |   |                                   |                                   |
|  | 11.09.10, 25-19 12-25 25-21 25-20 | 11.09.10, 25-19 12-25 25-21 25-20 |                        |   | 12.09.10, 25-19 25-20 23-25 25-21 | 12.09.10, 25-19 25-20 23-25 25-21 |
|  | 11.09.10, 25-19 12-25 25-21 25-20 | 11.09.10, 25-19 12-25 25-21 25-20 |                        |   | 12.09.10, 25-19 25-20 23-25 25-21 | 12.09.10, 25-19 25-20 23-25 25-21 |
|  | Italie                            | 3                                 |                        |   | 12.09.10, 25-19 25-20 23-25 25-21 | 12.09.10, 25-19 25-20 23-25 25-21 |
|  | Italie                            | 3                                 |                        |   | 12.09.10, 25-19 25-20 23-25 25-21 | 12.09.10, 25-19 25-20 23-25 25-21 |
|  | Allemagne                         | 1                                 |                        |   | 12.09.10, 25-19 25-20 23-25 25-21 | 12.09.10, 25-19 25-20 23-25 25-21 |
|  | Allemagne                         | 1                                 | Italie                 | 3 |                                   |                                   |
|  | 11.09.10, 25-17 25-22 28-26       |                                   | Italie                 | 3 |                                   |                                   |
|  |                                   | Serbie                            | 1                      |   |                                   |                                   |
|  | Serbie                            | Serbie                            | 1                      | 3 |                                   |                                   |
|  | Serbie                            |                                   |                        | 3 |                                   |                                   |
|  | Tchéquie                          | 0                                 |                        |   |                                   |                                   |
|  | Tchéquie                          | 0                                 | Match pour la 3e place |   |                                   |                                   |
|  |                                   |                                   |                        |   |                                   |                                   |
|  | 12.09.10, 17-25 25-18 22-25 23-25 |                                   |                        |   |                                   |                                   |
|  |                                   |                                   |                        |   |                                   |                                   |
|  | Allemagne                         | 1                                 |                        |   |                                   |                                   |
|  | Allemagne                         | 1                                 |                        |   |                                   |                                   |
|  | Tchéquie                          | 3                                 |                        |   |                                   |                                   |
|  | Tchéquie                          | 3                                 |                        |   |                                   |                                   |

## Classement final
| Place              | Équipe    |
| ------------------ | --------- |
| Médaille d'or      | Italie    |
| Médaille d'argent  | Serbie    |
| Médaille de bronze | Tchéquie  |
| 4                  | Allemagne |
| 5                  | Turquie   |
| 6                  | Slovaquie |
| 7                  | Russie    |
| 8                  | Slovénie  |
| 9                  | Pays-Bas  |
| 10                 | Pologne   |
| 11                 | Belgique  |
| 12                 | Hongrie   |

## Distinctions individuelles
- MVP : Caterina Bosetti
- Meilleure marqueuse : Ana Bjelica
- Meilleure attaquante : Andrea Kossányiová
- Meilleure serveuse : Katharina Schwabe
- Meilleure contreuse : Giulia Pisani
- Meilleure passeuse : Danica Radenković
- Meilleure libero : Carolina Zardo